# Aleksandr Sergeyevich Morozevich
Aleksandr Sergeyevich Morozevich (tiếng Nga: Александр Серге́евич Морозе́вич; sinh ngày 18 tháng 7 năm 1977) là một đại kiện tướng cờ vua người Nga.
Morozevich hai lần là ứng cử viên vô địch thế giới (2005, 2007), hai lần vô địch nước Nga và đã thi đấu cho nước Nga trong bảy Olympiads, thắng nhiều huy chương đồng đội và huy chương cá nhân.
Anh đã vô địch giải Melody Amber 4 lần (một mình 2002, đồng vô địch 2004, 2006, năm 2008) và Biel 3 lần (2003, 2004, 2006).
Morozevich nổi tiếng vì phong cách chơi dũng mãnh và không theo chuẩn mực nào. Vị trí cao nhất của anh trong bảng xếp hạng ELO thế giới là thứ 2 vào tháng 7 năm 2008.